# Walter Dix
Walter Dix (ur. 31 stycznia 1986 w Coral Springs na Florydzie) – amerykański lekkoatleta, sprinter.
16 sierpnia 2008 roku podczas Igrzysk Olimpijskich w Pekinie zdobył brązowy medal w biegu na 100 metrów. Cztery dni później po dyskwalifikacji Wallace'a Spearmona i Churandy Martiny, zdobył kolejny brąz, tym razem na 200 metrów. Dwukrotny wicemistrz świata (2011). Zwycięzca łącznej punktacji Diamentowej Ligi 2011 w biegu na 200 metrów.
Z powodu kontuzji opuścił igrzyska olimpijskie w Londynie (2012) oraz mistrzostwa świata w Moskwie (2013).

## Rekordy życiowe

### hala
- bieg na 60 metrów – 6,58 s
- bieg na 200 metrów – 20,27 s
- skok w dal – 7,31 m

### stadion
- bieg na 100 metrów – 9,88 s
- bieg na 200 metrów – 19,53 s
- skok w dal – 7,39 m

## Sukcesy
| Rok  | Zawody               | Miasto | Miejsce | Konkurencja | Czas    |
| ---- | -------------------- | ------ | ------- | ----------- | ------- |
| 2008 | Igrzyska olimpijskie | Pekin  |         | 100 m       | 9,91 s  |
| 2008 | Igrzyska olimpijskie | Pekin  |         | 200 m       | 19,98 s |
| 2011 | Mistrzostwa świata   | Daegu  |         | 100 m       | 10,08 s |
| 2011 | Mistrzostwa świata   | Daegu  |         | 200 m       | 19,70 s |